# Christoph Edelmüller
Christoph Edelmüller (* 15. Oktober 1981 in Wien) ist ein ehemaliger österreichischer Handballspieler.

## Karriere
Der gebürtige Wiener begann seine aktive Profi-Karriere 1999 bei der SG Handball West Wien. 2004 wechselte er zum schwedischen Erstligisten H 43 Lund. Bereits ein Jahr später kehrte er zurück nach Österreich und wurde wieder bei der SG Handball West Wien unter Vertrag genommen. Erst im Jahr 2008 wechselte Christoph Edelmüller dann zum Ligakonkurrenten Aon Fivers Margareten. Mit den Wienern konnte er 2009, 2012 und 2013 den ÖHB-Cup und 2011 die Handball Liga Austria holen. 2014 beendete der Kreisspieler seine Karriere als Handballer und wechselte ins Management der Fivers.
Edelmüller bestritt 25 Länderspiele für Österreich, in denen er 23 Tore warf. Er nahm an der Europameisterschaft 2014 in Dänemark teil. Seit 1. Juli 2020 ist Edelmüller Geschäftsführer der beiden höchsten Spielklassen im Männerhandball, der HLA Meisterliga & HLA Challenge.

## Erfolge
- 1× Österreichischer Meister (mit den Aon Fivers)
- 3× Österreichischer Pokalsieger (mit den Aon Fivers)

## HLA-Bilanz
| Saison    | Verein                         | Spielklasse | Tore | 7-Meter   | Feldtore |
| --------- | ------------------------------ | ----------- | ---- | --------- | -------- |
| 2008/09   | Handballclub Fivers Margareten | HLA         | 108  | 0         | 108      |
| 2009/10   | Handballclub Fivers Margareten | HLA         | 126  | 0         | 126      |
| 2010/11   | Handballclub Fivers Margareten | HLA         | 149  | 0         | 149      |
| 2011/12   | Handballclub Fivers Margareten | HLA         | 159  | 49/64     | 110      |
| 2012/13   | Handballclub Fivers Margareten | HLA         | 135  | 5/9       | 130      |
| 2013/14   | Handballclub Fivers Margareten | HLA         | 146  | 24/29     | 122      |
| 2008–2014 | gesamt                         | HLA         | 823  | 78 (76 %) | 745      |